# Casa de las Viudas

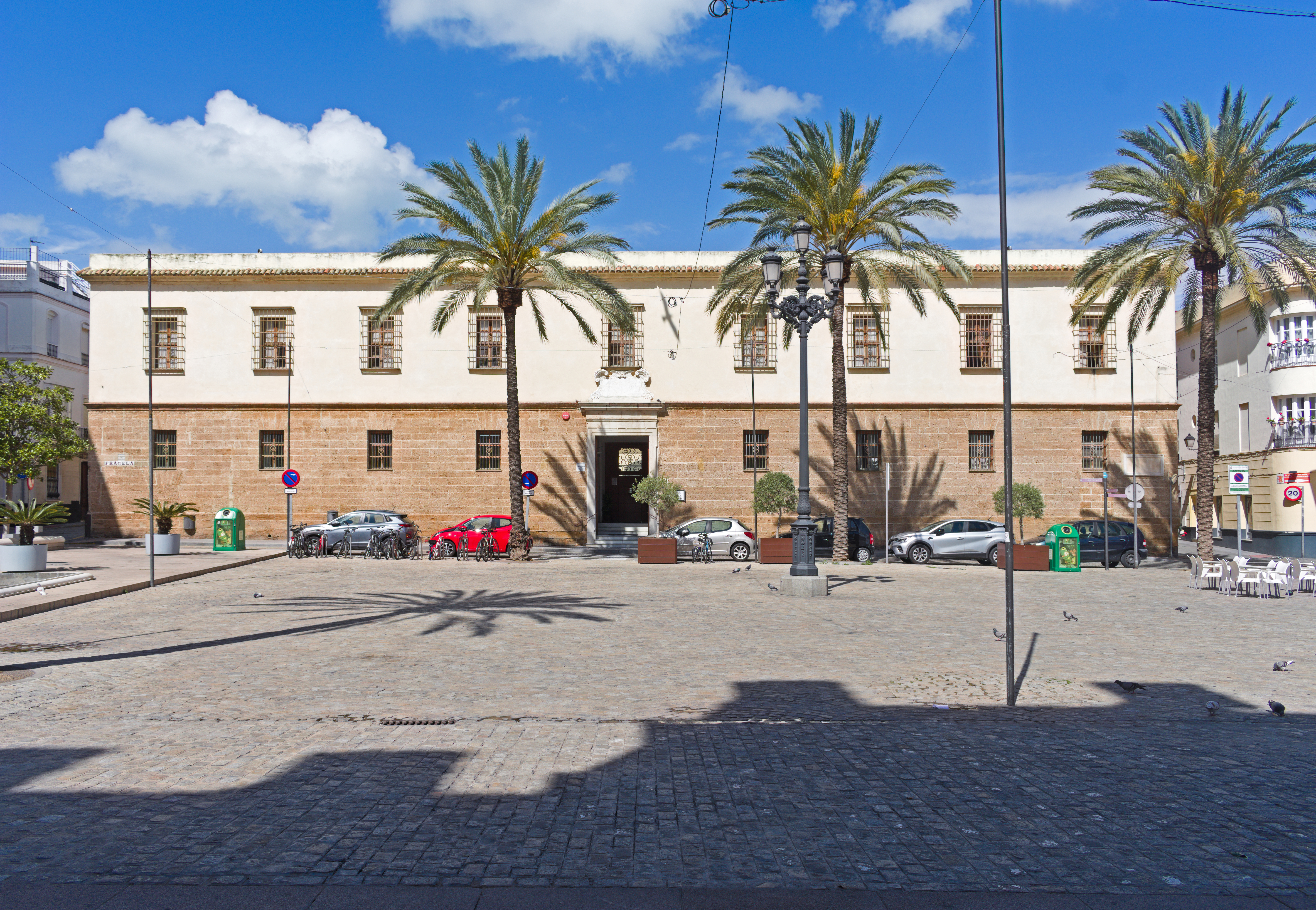
La casa de las Viudas

La casa Fragela, o como es conocida tradicionalmente, la casa de las Viudas, es un edificio de Cádiz (Andalucía, España) situado en la plaza Fragela, frente al Teatro Falla. La casa fue costeada y construida por iniciativa de Juan Clat Fragela, comerciante acaudalado de origen armenio, quien la cedió para acoger a viudas y mujeres sin recursos económicos.
El edificio data de la primera mitad del siglo XVIII y tiene las características arquitectónicas del barroco gaditano. Es de líneas sencillas con dos plantas organizadas alrededor de un patio con cuatro crujías. La planta del patio presenta arcos rebajados por columnas toscanas y pilares ochavados de mármol. En el piso superior hay un pequeño oratorio con planta de cruz latina y una nave, cuyo presbiterio es presidido por un retablo neoclásico. La nave acoge interesantes pinturas barrocas del siglo XVII, así como una tabla de tradición bizantina del siglo XVI y una colección de cobres barrocos con escenas de la vida de Cristo.